# Rajella barnardi
Rajella barnardi é uma espécie de peixe da família Rajidae.
Pode ser encontrada nos seguintes países: Guiné Equatorial, Gambia, Gana, Guiné, Guiné-Bissau, Mauritânia, Marrocos, Namíbia, Senegal, Serra Leoa, África do Sul, Sahara Ocidental, Angola, Benin, Camarões, República do Congo, Costa do Marfim, Gabão, Libéria, Nigéria e em Togo.
Os seus habitats naturais são: mar aberto.